# Stadion Neftianik w Koczkor-Acie
Stadion Neftianik – stadion sportowy w Koczkor-Acie, w Kirgistanie. Obiekt może pomieścić 5000 widzów. Swoje spotkania rozgrywają na nim piłkarze klubu Neftczi Koczkorata.